# Стефан Кеневич
Стефан Кєнєвич (пол. Stefan Kieniewicz; 20 вересня 1907 — 2 травня 1992) — польський історик, професор, дійсний член Польської академії наук (1965), 1969–89 — голова Комітету з історії наук. Народився в с. Дерешевичі Мозирського повіту Мінської губернії (нині село в Білорусі). Закінчив Познанський університет (1930), учень М. Хандельсмана, наукову діяльність розпочав у передвоєнні роки. Учасник руху Опору, поранений під час Варшавського повстання 1944, в'язень гітлерівських концтаборів. 1946 повернувся до Польщі, професор Варшавського університету. З часу утворення (1953) Інституту історії Польської АН і до 1968 — заступник директора з наукової роботи цього академічного закладу. Від 1952 — головний редактор органу Польського історичного товариства — «Przegląd Historyczny». Приділяв велику увагу людському факторові в історії, надавав першорядне значення достовірній джерельній базі, упродовж усього наукового життя брав активну участь у підготовці «Польського біографічного словника». Очолював польську групу редколегії радянсько-польського документального видання «Повстання 1863 року», плідно співпрацював з українськими істориками над двотомником «Суспільно-політичний рух на Україні в 1856—1864 рр.» Значне місце в його творчості, починаючи з перших праць, посідають дослідження, присвячені Галичині, зокрема селянському рухові в цьому регіоні.
Помер у м. Варшава.